# ソロナウェー
ソロナウェー (Solonaway) は、アイルランド生産の競走馬、種牡馬。競走馬時代にアイリッシュ2000ギニーなどを制し、種牡馬としても活躍。1959年に日本に輸出されたあとも多くの活躍馬を輩出し、1960年代の日本競馬を代表する種牡馬の一頭となった。1966年日本リーディングサイアー。
半姉に1946年のアイルランド最優秀2歳牝馬Lady Kells（父His Highness）、半妹にアメリカのテストステークス優勝馬Any Morn（父Battle Morn）がいる。

## 経歴
競走馬時代はアイルランドで走り、アイリッシュ2000ギニー、テトラークステークス、コーク&オラリーステークス、ダイアデムステークスなどに優勝し、短距離からマイルで9戦6勝。競走馬引退後の1950年から1958年まで同地で種牡馬を続け、アイリッシュ2000ギニー父子制覇を果たした産駒Luceroを筆頭に、産駒はイギリス・アイルランドで200勝以上を挙げていた。1959年に日高軽種馬農業協同組合が購買し日本での供用が開始されたが、1961年にアイルランドに残した牝駒Sweet Soleraがイギリスで1000ギニー、エプソムオークスを制し、牝馬クラシック二冠を達成する。この年ソロナウェーのイギリスでの種牡馬ランキングは3位という成績になり、買い戻しの話も出たという。
日本でも初年度から順調に活躍馬を輩出し、八大競走もキーストン、テイトオーの2頭の東京優駿（日本ダービー）優勝馬を筆頭に、優駿牝馬を勝ったベロナ、ヤマピット、桜花賞を勝ったハツユキなど5勝。重賞勝ち馬に至っては マキノホープを筆頭に中央・地方で18頭が重賞を勝ち、1966年には前年まで5年連続でその地位を保っていたヒンドスタンを押し退け、日本リーディングサイアーを獲得した。1970年に老衰で死亡したが、この年も38頭の種付けをこなしており、晩年に至るまで人気種牡馬であった。後継種牡馬は育たなかったが、母の父として影響を残し、ニホンピロムーテーが菊花賞、ハマノパレードが宝塚記念に優勝している。
生国アイルランドのカラ競馬場では、本馬を記念したG2競走・ソロナウェーステークスが行われている。

## 主な産駒
※太字は現在のGI競走優勝馬。
- 1953年産
  - Lucero（アイリッシュ2000ギニー）
- 1956年産
  - Getaway（フェニックスステークス）
- 1958年産
  - Sweet Sorela（1000ギニー、エプソムオークス、1000ギニートライアルステークス）
- 1960年産
  - ソロナオンワード（カブトヤマ記念）
- 1961年産
  - ブルタカチホ（目黒記念・春、カブトヤマ記念）
  - ソロナリユウ（京都4歳特別）
  - マスワカ（阪神牝馬特別）
- 1962年産
  - キーストン（東京優駿、弥生賞、京都杯、金杯・西）
    - 1964年度最良3歳牡馬
    - 1965年度最良4歳牡馬・最良スプリンター

  - ベロナ（優駿牝馬、日本短波賞）
    - 1965年度最良4歳牝馬

  - ハツユキ（桜花賞）
  - セフトウエー（毎日王冠、福島記念、東京新聞杯）
  - メジロマンゲツ（京成杯）
  - アストウエー（京都4歳特別）
  - ミスハツライオー（京都牝馬特別）
- 1963年産
  - テイトオー（東京優駿）
  - キョウエイヒカリ（ハリウッドターフクラブ賞）
- 1964年産
  - ヤマピット（優駿牝馬、大阪杯、鳴尾記念、阪神4歳牝馬特別、デイリー杯3歳ステークス）
    - 1966年度最良3歳牝馬
    - 1967年度最良4歳牝馬
    - 1968年度最良5歳以上牝馬

  - タカノキネン（阪急杯）
- 1966年産
  - マキノホープ（オールカマー、日本経済賞）
  - ケンサチオー（スプリンターズステークス）

### 主なブルードメアサイアー産駒
※GI級競走優勝馬及びJRA賞受賞馬のみ記載
- ハクエイホウ
  - 1969年度最良スプリンター
- ニホンピロムーテー（菊花賞、大阪杯、神戸杯、京都新聞杯、毎日杯、中日新聞杯）
- ハマノパレード（宝塚記念、阪神大賞典、京都記念・春）
- ヒデハヤテ（阪神3歳ステークス、京成杯、きさらぎ賞）
  - 1971年度最優秀3歳牡馬
- シルクスキー
  - 1978年度最優秀3歳牝馬
- Neon（南インドダービー、南インドオークス、南インド1000ギニー、南インドセントレジャー）

## 血統表
| ソロナウェーの血統フェアウェイ系 / Polymelus4×4=12.50%、Cyllene5・5×5=9.38%） | ソロナウェーの血統フェアウェイ系 / Polymelus4×4=12.50%、Cyllene5・5×5=9.38%） | ソロナウェーの血統フェアウェイ系 / Polymelus4×4=12.50%、Cyllene5・5×5=9.38%） | （血統表の出典） | （血統表の出典） |
| 父 Solferino 1940 鹿毛 アイルランド                                           | 父の父Fairway 1925 鹿毛 イギリス                                              | Phalaris                                                                      | Polymelus        | Polymelus        |
| 父 Solferino 1940 鹿毛 アイルランド                                           | 父の父Fairway 1925 鹿毛 イギリス                                              | Phalaris                                                                      | Bromus           |                  |
| 父 Solferino 1940 鹿毛 アイルランド                                           | 父の父Fairway 1925 鹿毛 イギリス                                              | Scapa Flow                                                                    | Chaucer          | Chaucer          |
| 父 Solferino 1940 鹿毛 アイルランド                                           | 父の父Fairway 1925 鹿毛 イギリス                                              | Scapa Flow                                                                    | Anchora          |                  |
| 父 Solferino 1940 鹿毛 アイルランド                                           | 父の母Sol Speranza 1934 鹿毛 イギリス                                         | Ballyferis                                                                    | Apron            | Apron            |
| 父 Solferino 1940 鹿毛 アイルランド                                           | 父の母Sol Speranza 1934 鹿毛 イギリス                                         | Ballyferis                                                                    | Gilford          |                  |
| 父 Solferino 1940 鹿毛 アイルランド                                           | 父の母Sol Speranza 1934 鹿毛 イギリス                                         | Sunbridge                                                                     | Bridge of Earn   | Bridge of Earn   |
| 父 Solferino 1940 鹿毛 アイルランド                                           | 父の母Sol Speranza 1934 鹿毛 イギリス                                         | Sunbridge                                                                     | Sunshot          |                  |
| 母 Anyway 1935 鹿毛 アイルランド                                              | 母の父Grand Glacier 1923 栗毛 イギリス                                        | Grand Parade                                                                  | Orby             | Orby             |
| 母 Anyway 1935 鹿毛 アイルランド                                              | 母の父Grand Glacier 1923 栗毛 イギリス                                        | Grand Parade                                                                  | Grand Geraldine  |                  |
| 母 Anyway 1935 鹿毛 アイルランド                                              | 母の父Grand Glacier 1923 栗毛 イギリス                                        | Glaspia                                                                       | Glasgerion       | Glasgerion       |
| 母 Anyway 1935 鹿毛 アイルランド                                              | 母の父Grand Glacier 1923 栗毛 イギリス                                        | Glaspia                                                                       | Caspia           |                  |
| 母 Anyway 1935 鹿毛 アイルランド                                              | 母の母The Widow Murphy 1927 鹿毛 イギリス                                     | Pomme-de-terre                                                                | Polymelus        | Polymelus        |
| 母 Anyway 1935 鹿毛 アイルランド                                              | 母の母The Widow Murphy 1927 鹿毛 イギリス                                     | Pomme-de-terre                                                                | Homestead        |                  |
| 母 Anyway 1935 鹿毛 アイルランド                                              | 母の母The Widow Murphy 1927 鹿毛 イギリス                                     | Waterwitch                                                                    | Phaleron         | Phaleron         |
| 母 Anyway 1935 鹿毛 アイルランド                                              | 母の母The Widow Murphy 1927 鹿毛 イギリス                                     | Waterwitch                                                                    | Rill F-No.21-a   |                  |

父は1943年のアイリッシュセントレジャー優勝馬。母はアイランドで5勝を挙げ、4頭のステークス優勝馬の母となっている。また、半姉Lady Kellsの仔Dangerous Dameが繁殖牝馬として一大牝系を築き、主な産駒にはケンタッキーオークスの優勝馬Hidden Talent、メイトロンステークスの優勝馬Heavenly Bodyがいる。同牝系出身の著名馬には、「エクセラー基金」に名を残す名馬Exceller、凱旋門賞優勝馬Sakhee、アメリカの名種牡馬Broad Brushなどが挙げられる。